# 24時間テレビ 愛は地球を救う10
24時間テレビ「愛は地球を救う」10は、日本テレビ系列にて1987年8月22日（土曜）19:00 - 8月23日（日曜）20:00まで生放送された10回目となる『24時間テレビ』である。

## 概要
放送時間は8月22日（土曜）19:00 - 8月23日（日）20:00。
メインテーマは『SAVE THE CHILDREN』
1978年（初回）から続けられたアニメスペシャルは、この回と次回の1988年（第11回）は行われていない。

## 出演者

### 総合司会
- 徳光和夫（当時・日本テレビアナウンサー）
- アグネス・チャン

### チャリティーパーソナリティー
- 菊池桃子